# Yahoo!
Yahoo Inc. (Nasdaq: YHOO) är ett amerikanskt företag grundat 1995. Det är känt för sin portal och söktjänst för Internet, skrivet som Yahoo!. Söktjänsten indexeras med hjälp av sökmotorn Yahoo Slurp.
Yahoo hade 490 miljoner unika besökare i april 2010. Yahoo var en Internetpionjär och på 1990-talet en av de dominerande Internetportalerna. 2016 meddelades att Verizon köper Yahoos (kärn)verksamhet.

## Historik

### Bakgrund
Yahoo föddes utifrån ett samarbete mellan de två Stanford-studenterna Jerry Yang och David Filo. Efter att Filo upptäckt webbläsaren Mosaic, väcktes de bådas intresse för det nya nätverksfenomenet World Wide Web. De började snart samla intressanta webbadresser i en lista.
I september 1994 hade listan växt till en sorterad länkkatalog med över 2 000 webbadresser, med namnet Jerry’s Guide to the World Wide Web. Webbplatsen fick då 50 000 besök om dagen. Duon utvecklade också ett program som själv kunde söka reda på olika adresser på webben. Denna sökmotor använde de dock bara internt, för att lättare hitta användbara adresser att foga in i katalogen. Man ändrade namn på projektet, som nu började likna ett företag, till Yahoo! Detta skulle uttydas "Yet Another Hierarchical, Officious Oracle" ('Ännu ett hierarkiskt, beskäftigt orakel').
Senare på hösten 1994 lanserades Netscape, och man beslöt att ha Yahoo! länkat bakom knappen "Directory" ('katalog'). Detta ledde snart till att Yahoo! fick över en miljon dagliga besök, samtidigt som länkregistret vuxit till över 10 000 adresser. Stanford, som hittills ställt upp med serverkapacitet för det lilla Internetprojektet, bad att duon skulle hitta en ny plats att driva företaget på.
Till slut erbjöd sig Marc Andreessen att låta Netscape tillfälligt ta hand om driften av Yahoos webbserver. 2 mars 1995 registrerades Yahoo som företag, och marknadsidén var att låta skapa en sorts TV Guide för Internet. Och i likhet med denna USA:s största TV-tidning beslöt man sig för finansiera verksamheten genom sälja reklamplats.

### Tidiga år
Yahoo grundades 2 mars 1995, vid en tid då Internet fortfarande var i sin tidiga fas. Inom några år växte företaget till en av de stora inom den unga Internetbranschen, och man startade Internetportaler på många språk och i många länder. På Yahoos portal presenterades sökmöjligheter, länksamlingar, nyheter och en e-postfunktion. Till skillnad från dåtida konkurrenter som Excite, Altavista och Lycos var webbplatsen i första hand en manuellt underhållen länkkatalog, inte en sökmotor.

### Verksamhet i Skandinavien
Yahoo fanns redan på 1990-talet på svenska. Hela den skandinaviska avdelningen lades dock ned under flera år, för att senare återuppstå i samma tappning igen.
Dock ser domänen annorlunda ut i den nya versionen. Det som tidigare hade adressen yahoo.se är numera en underdomän: se.yahoo.com. Yahoos svenska webbplats innehåller idag (februari 2023) tjänster för webbsökning och e-post. Övriga tjänster går att nå via Yahoos internationella webbplats.

### Samarbete med Microsoft
1 februari 2008 lade Microsoft ett bud på hela Yahoo-koncernen för 44,6 miljarder amerikanska dollar. Yahoos styrelse signalerade dock att Microsoft värderat företaget för lågt och avvisade budet. September 2011 inledde dock de båda företagen ett djupgående annonssamarbete.

### Försäljning till Verizon
Sommaren 2016 meddelade kommunikationsföretaget Verizon att det hade för avsikt att köpa Yahoos kärnverksamhet för 4,83 miljarder US-dollar. Detta skulle i stort sett avsluta Yahoos identitet som ett företag med egen verksamhet. Kvar hos Yahoo efter uppköpet skulle då bli aktieandelar i kinesiska e-handelsjätten Alibaba Group och en minoritetspost i Yahoo Japan. Uppköpet förväntades under juli månad 2016 avslutas tidigt under 2017.
Försäljningen till Verizon sker efter att bolaget vunnit en auktionsprocess där även AT&T och flera investeringsgrupper deltagit. Auktionsförfarandet inleddes sedan det skuldtyngda i februari 2016 Yahoo övergett sina planer på att sälja sina aktier i Alibaba Group.

## Yahoos produkter och tjänster

### E-post
Yahoo har länge tillhandahållit tjänsten e-post. 2015 skapade företaget ett program för att söka igenom sina kunders e-post på uppdrag av NSA eller FBI.

### Flickr
År 2005 köpte Yahoo upp sajten Flickr. Denna är en bildcommunity där användarna har möjligheten att lägga upp fotoalbum och kommentera. På 00-talet utvecklades den till en ledande samlingspunkt och publiceringsplats för fotografer.

### Yahoo Messenger
Yahoo messenger är ett chattprogram för att snabbt och enkelt kunna "prata" över Internet med andra. Det lanserades 1998.

### Yahoo Widget Engine
Yahoo Widget Engine är en miljö där pyttesmå program kan användas vilket påminner om efterföljarna Dashboard i Mac OS och Gadgets i Windows Vista. Widget Engine bygger vidare på Konfabulator, vilken bolaget köpte upp år 2005. 11 april 2012 stängde Yahoo sin Widget-sida, vilket avslutade möjligheten att ladda ner produkten.

### Jumpcut
Jumpcut var en tjänst för att redigera videoklipp på nätet. Den lades ner 15 juni 2009, som ett försök att minska företagets kostnader.

### Tumblr
År 2013 köpte Yahoo! mikrobloggtjänsten Tumblr från grundaren David Karp.

## Kritik
Yahoo har kritiserats hårt av människorättsgrupper, bland andra Amnesty International, för att ha lämnat ut information till kinesiska myndigheter som lett till att regimkritiska kineser som journalisten Shi Tao fängslats och utsatts för tortyr. Yahoo hävdar att de endast följt kinesisk lag i fallet.